# Thomas Laqueur
Thomas Walter Laqueur (* 6. September 1945 in Istanbul, Türkei) ist ein amerikanischer Kultur- und Wissenschaftshistoriker. Sein Forschungsschwerpunkt ist die Geschichte der Sexualwissenschaft und des kulturellen Umgangs mit Sexualität. Ab 1973 lehrte Laqueur Geschichte an der University of California, Berkeley.

## Leben
Thomas Laqueur ist der Sohn deutscher Juden, die 1938 nach Istanbul emigrierten, und wuchs in den 1950er Jahren im südlichen West Virginia auf, wo sein Vater als Pathologe tätig war. Er erwarb 1967 seinen Bachelor am Swarthmore College in Pennsylvania, 1968 seinen M.A. an der Princeton University. An der Princeton University und der Oxford University promovierte er, die Promotion beendete er 1973. Seit 1973 lehrt er an der University of California, Berkeley, zuletzt als (Voll-)Professor für Geschichte. Inzwischen ist er emeritiert.
1999 wurde er in die American Academy of Arts and Sciences gewählt. 2007 gewann Laqueur den Achievement Award der Andrew W. Mellon Foundation. 2015 wurde er in die American Philosophical Society gewählt.

## Wirken

### Forschungsgebiete
Zunächst forschte Laqueur zur Sozialgeschichte des modernen Englands, bald konzentrierte er sich jedoch auf die Geschichte der Sexualität und Sexualforschung. Laqueurs jüngstes Forschungsprojekt ist die Geschichte der Masturbation. Dabei interessiert ihn insbesondere die Frage, warum Masturbation im 18. und 19. Jahrhundert als zentrale Gefahr betrachtet und auf pädagogischer, medizinischer und psychologischer Ebene bekämpft wurde.
Laqueurs Arbeiten zur Sexualforschung sind einflussreich in der Wissenschaftsgeschichte und der Philosophie. In der Philosophie der Sexualität nimmt unter anderem Alan Soble Bezug auf Laqueurs konstruktivistische Interpretation der Biologie- und Anatomiegschichte. Im Rahmen der feministischen Wissenschaftstheorie und -geschichte hat Londa Schiebinger Laqueurs Thesen weiterentwickelt.

### Das Ein-Geschlecht-Modell

Illustrationen der Vagina und der Gebärmutter durch den Anatomen Andreas Vesalius. Beachtenswert ist die Darstellung der weiblichen Geschlechtsorgane in Analogie zu den männlichen Geschlechtsorganen.

Bekannt wurde Laqueur insbesondere durch sein Buch Making Sex: Body and Gender from the Greeks to Freud, in dem er insbesondere anhand von anatomischen Quellen die Entwicklung der Geschlechtervorstellungen beschreibt. Die zentrale These des Werkes lautet, dass die europäische Kultur über einen langen Zeitraum von einem Ein-Geschlecht-Modell (one sex model) geprägt war. Diesem Modell zufolge wurden weibliche und männliche Geschlechtsorgane nicht als grundsätzlich verschieden gedacht, vielmehr wurde angenommen, dass die Vagina ein nach innen gestülpter Penis sei. Auch die übrigen Sexualorgane wurden in Analogie zueinander gedacht, so sollte etwa dem Skrotum der Uterus und den Hoden die Eierstöcke entsprechen.
Das Ein-Geschlecht-Modell lehrte jedoch nicht die grundsätzliche Gleichheit der Geschlechter. Zunächst wurden die weiblichen Geschlechtsorgane als eine weniger perfekte Variante der männlichen Geschlechtsorgane gedeutet. Die Vagina sollte durch die mangelnde Hitze von Frauen nach innen gekehrt sein, während die männliche Hitze den Penis nach außen drücken sollte. Geschlechterunterschiede wurden also nicht durch zwei grundsätzlich verschiedene biologische Systeme erklärt, sondern durch die mangelnde Perfektion der Frau.
Zum anderen bezieht sich Laqueurs Rede vom Ein-Geschlecht-Modell nur auf das biologische Geschlecht und erlaubt eine radikale Ausdifferenzierung der Geschlechter auf sozialer Ebene. Entsprechend heißt es im englischen Original auch one sex model und nicht one gender model (siehe Sex und Gender). Laqueurs These lautet daher auch, dass Geschlechterunterschiede bis ins 18. Jahrhundert wesentlich als soziale Unterschiede gedacht und nicht in der Geschlechterbiologie begründet wurden: To be a man or a woman was to hold a social rank, a place in society, to assume a cultural role, not to be organically one or the other of two incommensurable sexes.

### Das Zwei-Geschlechter-Modell
Das Zwei-Geschlechter-Modell ist nach Laqueur eine Erfindung des 18. Jahrhunderts. Zunehmend werden die weiblichen und die männlichen Geschlechtsorgane als grundsätzlich verschieden angesehen und entsprechend mit unterschiedlichen wissenschaftlichen Namen versehen. Der Wandel der anatomischen Theorie der Geschlechtsorgane ist dabei nur ein Teil einer allgemeinen biologischen Gegenüberstellung der Geschlechter. Unterschiede werden nun auf allen Ebenen der Biologie gesucht – in der Neuroanatomie, der Evolutionsbiologie und sogar in der Zellbiologie. Die Geschlechterbiologie dient nun auch als Begründung sozialer und psychologischer Geschlechterunterschiede, die Biologie der Geschlechter wird somit zur Grundlage des Nachdenkens über Geschlechter.
Das Zwei-Geschlechter-Modell operiert nach Laqueur mit inkommensurablen Begriffen: „Frau“ und „Mann“ werden als grundsätzlich verschiedene Prinzipien gedacht, die die Geschlechter in Biologie, Psychologie und sozialen Rollen auf unüberbrückbare Weise verschieden machen. Das Zwei-Geschlechter-Modell ist also nicht einfach eine neue und bessere anatomische Theorie, sondern eine neue Perspektive (oder ein neues Paradigma) auf die Geschlechter. Diese neue Perspektive habe seit dem 17. Jahrhundert begonnen, das Ein-Geschlecht-Modell langsam zu verdrängen.

### Wissenschaftstheoretische Interpretation
Laqueur legt großen Wert darauf, den Wandel vom Ein- zum Zwei-Geschlechter-Modell nicht als eine einfache Geschichte des wissenschaftlichen Fortschritts zu rekonstruieren. Die Entwicklung des Zwei-Geschlechter-Modells sei nicht durch entscheidende Entdeckungen zu erklären, sie sei vielmehr eine wissenschaftliche Revolution im Sinne von Thomas S. Kuhn, die sich nicht mit Hilfe einfacher falsifikationistischer oder verifikationistischer Modelle fassen lässt. Laqueur erklärt in diesem Zusammenhang sogar: I think that anatomy, more than physics, provides the paradigmatic case of Thomas Kuhn's argument that one cannot translate between theories across the chasms of revolution. (dt. „Ich denke, dass die Anatomie mehr noch als Physik ein paradigmatisches Beispiel für Thomas Kuhns Argument ist, dass man nicht über die Klüfte wissenschaftlicher Revolutionen hinweg zwischen Theorien übersetzen kann.“)
Die konstruktivistische Perspektive Laqueurs wird bereits durch den englischsprachigen Titel des Werkes Making Sex angedeutet: Die moderne Zweigeschlechtlichkeit ist nicht einfach eine objektive wissenschaftliche Tatsache, sondern bis zu einem gewissen Grade von Wissenschaftlern hergestellt: Sometime in the eighteenth century, sex as we know it was invented. (dt. „Irgendwann im 18. Jahrhundert wurde das uns bekannte biologische Geschlecht erfunden.“) Laqueur weist jedoch darauf hin, dass er nicht die Realität von biologischen Geschlechterunterschieden leugnen möchte, eine generelle Dekonstruktion körperlicher Geschlechtlichkeit lehne er ab.
Allerdings sei jede Repräsentation von Geschlechtern eine perspektivische Interpretation und durch den kulturellen Kontext geladen. So seien etwa die anatomischen Illustrationen des Ein-Geschlechter-Modells nicht weniger korrekt als die späteren Bilder aus Anatomiebüchern. Entsprechende Illustrationen würden sich durch das Herausheben von verschiedenen Aspekten unterscheiden, der kulturelle Kontext bewirke Vereinfachungen an verschiedenen Stellen. In gleicher Weise seien auch die sprachlichen Repräsentationen des Zwei-Geschlechter-Modells nicht einfach korrekter, es wurden schlicht neue sprachliche Strategien verwendet, etwa eine anatomische Terminologie, die auf einer grundlegenden Verschiedenheit der Geschlechter beruhte.

### Kritik an Laqueurs Ein-Geschlecht-Modell
An Laqueurs Beschreibung eines „Ein-Geschlecht-Modells“ und der radikalen Abgrenzung gegenüber einem „Zwei-Geschlechter-Modell“ unserer Zeit wurden bald nach Erscheinen Kritiken laut. Katherine Park und Robert A. Nye (1991) kritisierten die vereinheitlichenden Beschreibungen Laqueurs für naturphilosophische Geschlechtertheorien der Antike. Sie führten aus, dass auch antike naturphilosophische Geschlechtertheorien zu differenzieren seien, ein „Ein-Geschlecht-Modell“ wie es Laqueur ausführt, habe es nicht gegeben.
Für das Mittelalter haben etwa Joan Cadden oder Rüdiger Schnell darauf verwiesen, dass es unpräzise ist, davon auszugehen, es habe im Mittelalter nur ein dominantes Geschlechtermodell gegeben. Cadden kommt 1993 in ihrer Studie über mittelalterliche Geschlechterkonstrukte, insbesondere über Vorstellung von Geschlechterdifferenz in Medizin, Naturphilosophie und Theologie, zu einem anderen Ergebnis als Laqueur. Ihre Untersuchung liefert zwar Belege für Laqueurs These eines „Ein-Geschlecht-Modells“, unterstreicht aber auch, dass viele Quellen zeigen, dass sich nicht alles auf dieses Modell reduzieren lässt. Cadden zufolge gab es im europäischen Mittelalter unterschiedliche Vorstellungen von Geschlechtlichkeit; es lasse sich nicht nur eine, sondern es ließen sich mehrere Theorien ausmachen, die auch miteinander verwoben seien. Es habe auch die Vorstellung einer biologischen Dualität der Geschlechter gegeben.
Rüdiger Schnell kritisiert in seiner Untersuchung aus dem Jahr 2002, dass Laqueur die Medizingeschichte der Antike und des Mittelalters stark vereinfacht und damit verzeichnet habe. Es habe vor dem 18. Jahrhundert nicht ein einheitliches „Ein-Geschlecht-Modell“ gegeben, sondern vielmehr vielschichtige und durchlässige Konzepte. Es habe keinen Wandel von einem „Ein-Geschlecht-Modell“ zu einem „Zwei-Geschlechter-Modell“ gegeben, sondern einen Wandel von pluralen Auffassungen zu einer monolithischen Auffassung (nach Micheler 2005, S. 33/34). (Allerdings sind auch naturphilosophische und biologische Geschlechtertheorien seit 1800 durch Diskussionen und Auseinandersetzungen gekennzeichnet.)
Auch Michael Stolberg (2003) kritisierte die Ausführungen Laqueurs (und Londa Schiebingers). Stolberg legte dar, dass es bereits im 16. Jahrhundert u. Z. deutlich zweigeschlechtliche Unterscheidungen, u. a. von Skeletten, gegeben habe.
Heinz-Jürgen Voß präzisiert in dem Buch "Making Sex Revisited: Dekonstruktion des Geschlechts aus biologisch-medizinischer Perspektive" die Kritik an einer starren Abgrenzung von biologischen Geschlechtermodellen, wie sie Laqueur vollzog. U.a. zeigten und zeigen sich Gleichheitsvorstellungen auch in den biologischen Geschlechtertheorien „moderner“ Biologie und Medizin. Voß (2010) regt an, die Vielgestaltigkeit biologischer Geschlechtermodelle herauszuarbeiten und damit ihre gesellschaftliche Eingebundenheit – bspw. die Parteilichkeiten und Vorannahmen der dort arbeitenden Wissenschaftler – besser als bisher in den Blick nehmen zu können.

## Schriften (Auswahl)
- Religion and Respectability: Sunday Schools and Working Class Culture, 1780–1850, Yale, Yale University Press 1976, ISBN 0-300-01859-2
- Catherine Gallagher, Thomas Laqueur, edited with introduction, The Making of the Modern Body, Berkeley und Los Angeles, University of California Press 1987, ISBN 0-520-05961-1
- Making Sex: Body and Gender from the Greeks to Freud, Cambridge Mass., Harvard University Press 1990, ISBN 0-674-54355-6
  - dt.: Auf den Leib geschrieben. Die Inszenierung der Geschlechter von der Antike bis Freud, Frankfurt/Main u. New York, Campus 1992, ISBN 3-593-34623-0
- Theater und Prozess. Die Todesstrafe in den USA, Berlin, John-F.-Kennedy-Institut für Nordamerikastudien 2002
- Solitary Sex: A Cultural History of Masturbation, Zone Books 2003, ISBN 1-890951-32-3
  - dt.:  Die einsame Lust. Eine Kulturgeschichte der Selbstbefriedigung, Berlin, Osburg 2008, ISBN 978-3-940731-02-9